# Bar (stacja kolejowa na Ukrainie)
Bar (ukr. Бар) – stacja kolejowa w miejscowości Bar, w rejonie żmeryńskim, w obwodzie winnickim, na Ukrainie. Położona jest na linii Żmerynka – Mohylów Podolski – Ocnița.

## Historia
Stacja powstała w 1892 na linii ze Żmerynki do Oknicy i przejścia granicznego z Austro-Węgrami w Nowosielicy, pomiędzy stacjami Matejkowe i Mytki.